# Wolfgang Boos (Eishockeyspieler)
Wolfgang Boos (* 13. Januar 1946 in Füssen) ist ein ehemaliger deutscher Eishockeyspieler und heutiger Tennisspieler. Sein Sohn Tino ist ebenfalls als Eishockeyspieler aktiv.

## Karriere
Boos begann seine Karriere beim ESV Kaufbeuren im Jahr 1963. Nachdem er dort für vier Saisons gespielt hatte, wechselte er 1967 zur Düsseldorfer EG. Mit der Mannschaft wurde er 1972 und 1975 deutscher Eishockeymeister. Bei den Olympischen Winterspielen 1976 in Innsbruck gehörte er dem Aufgebot der deutschen Nationalmannschaft an, welche im Turnier die Bronzemedaille erreichen konnte.
Für den Gewinn der Bronzemedaille wurden er und die deutsche Eishockey-Mannschaft mit dem Silbernen Lorbeerblatt ausgezeichnet.
Nach Beendigung seiner Eishockeykarriere wechselte Boos sportlich zum Tennis. In der Altersklasse der Senioren konnte er in Düsseldorf und Umgebung mehrere regionale Meistertitel gewinnen.
Beruflich war er Beamter bei der Stadt Kaufbeuren und nach seinem Wechsel nach Düsseldorf bei der Stadt Düsseldorf tätig.

## Erfolge und Auszeichnungen
- 1969: Deutscher Vizemeister mit der Düsseldorfer EG
- 1971: Deutscher Vizemeister mit der Düsseldorfer EG
- 1972: Deutscher Meister mit der Düsseldorfer EG
- 1973: Deutscher Vizemeister mit der Düsseldorfer EG
- 1975: Deutscher Meister mit der Düsseldorfer EG

### International
- 1976: Bronzemedaille bei den Olympischen Winterspielen